# آلفرد ئی. ریمس
آلفرد ئی. ریمس (به انگلیسی: Alfred E. Reames) سناتور سابق عضو حزب دموکرات ایالات متحده آمریکا بود. وی در سال ۱۹۳۸ میلادی سناتور ایالت اورگن در سنای ایالات متحده آمریکا بود.